# Geographica
Geographica är en lärobok skriven ca 150 e.Kr. av Klaudios Ptolemaios. Geographica beskriver vetenskapligt metoden för att projicera jordytan för att avbildas plant med hjälp av bredd- och längdgrader.
Ptolemaios världskarta är baserad på Geographica.